# Юлиана Кристина Елизабет фон Ербах-Ербах
Юлиана Кристина Елизабет фон Ербах-Ербах (на немски: Juliana Christine Elisabeth von Erbach-Erbach; * 10 септември 1641; † 26 ноември 1692) е графиня от Ербах-Ербах и чрез женитба графиня на Мандершайд–Бланкенхайм.

## Произход
Тя е дъщеря на граф Георг Албрехт I фон Ербах (1597 – 1647) и третата му съпруга графиня Елизабет Доротея фон Хоенлое-Шилингсфюрст (1617 – 1655), дъщеря на граф Георг Фридрих II фон Хоенлое-Шилингсфюрст (1595 – 1635) и графиня Доротея София фон Золмс-Хоензолмс (1617 – 1655).
Тя е протестантка и умира на 51 години на 26 ноември 1692 г.

## Фамилия
Юлиана Кристина Елизабет фон Ербах-Ербах се омъжва на 12 декември 1662 г. за граф Салентин Ернст фон Мандершайд-Бланкенхайм (1630 – 1705), вдовец на графиня Ернестина Салентина фон Сайн-Витгенщайн-Сайн (1626 – 1661), син на граф Йохан Арнолд фон Мандершайд-Бланкенхайм (1606 – 1644) и графиня Антония Елизабет фон Мандершайд-Геролщайн (1607 – 1638). Те подаряват през 1666 г. манастир Мариентал във Вестервалд. Имат 14 деца:
- Йоханета Франциска (1663 – 1704), омъжена I. на 4 октомври 1685 г. за граф Фердинанд Максимилиан фон Ритберг (1653 – 1687), II. на 28 декември 1692 г. за граф Арнолд Мориц Вилхелм фон Бентхайм-Бентхайм (1663 – 1701)
- Анна Юлиана Хелена (1665 – 1717)
- Катарина Шарлота (1666)
- Мария Клара Филипина Фелицитас (1667 – 1751), омъжена за граф Албрехт Евсебиус фон Кьонигсег-Ротенфелс (1669 – 1736)
- Франц Георг (1669 – 1731), граф на Мандершайд-Бланкенхайм-Геролщайн, женен за Мария Йохана фон Кьонигсег-Ротенфелс (1679 – 1755)
- Мария Ернестина Луиза
- Филип Фридрих (1672)
- Шарлота Ернестина (1673 – 1740)
- Елеонора Мария Ернестина (1674 – 1740)
- Йохан Мориц Густав фон Мандершайд-Бланкенхайм (1676 – 1763), епископ на Винер Нойщат (1722 – 1734), архиепископ на Прага (1735 – 1763)
- Йохан Фридрих (1677 – 1731), граф на Мандершайд-Бланкенхайм
- Мария Евгения (1679 – 1727)
- Мария Франциска (1681 – 1752)
- Херман († 1705), граф на Мандершайд-Бланкенхайм, женен за N